# Automotores 9 de Julio
Automotores 9 de Julio SA war ein argentinischer Hersteller von Automobilen.

## Unternehmensgeschichte
Das Unternehmen aus Buenos Aires begann 1967 unter Leitung von Luis M. G. Varela mit der Produktion von Automobilen. Der Markenname lautete Andino. 1978 endete die Produktion. Andere Quellen geben davon abweichend 1973 an. Insgesamt entstanden etwa 100 Fahrzeuge.
Unklar ist die Verbindung zur Marke Varela von Luis M. G. Varela.

## Fahrzeuge

### Andino
Im Angebot standen Sportwagen als Coupés. Die Basis bildete ein Zentralrohrrahmen. Darauf wurde eine Karosserie aus Fiberglas montiert. Genannt wird auch Einzelradaufhängung. Ein Vierzylindermotor von Renault war im Heck montiert.
Die erste Ausführung stand von 1967 bis 1970 im Sortiment. Sie basierte auf dem Renault Dauphine. Der Vierzylindermotor mit 845 cm³ Hubraum leistete 34 PS.
Die zweite Version aus der Zeit von 1976 bis 1978 hatte einen Motor vom Renault 12 mit 1397 cm³ Hubraum und 71 PS Leistung.
Außerdem wird ein Modell auf Basis des Fiat 600 genannt mit dem Motor vom Fiat 600 oder Fiat 128. Eine weitere Quelle bestätigt Motoren von Fiat.

### Varela
Als Varela Renault gab es von 1970 bis 1971 ein Coupé mit dem Vierzylindermotor von Renault mit 845 cm³ Hubraum.
Zwischen 1977 und 1980 gab es den Varela Berlineta als Coupé. Zur Wahl standen der Motor vom Fiat 600 mit 767 cm³ Hubraum und der vom Fiat 128 mit 1116 cm³ Hubraum.